# 南川副町
南川副町（みなみかわそえまち）は、佐賀県佐賀郡にあった町。現在の佐賀市の一部にあたる。

## 地理
- 河川：早津江川[2]
- 海洋：有明海

## 歴史
- 1889年（明治22年）4月1日 - 町村制の施行により、佐賀郡犬井道村、鹿江村が合併して村制施行し、南川副村（みなみかわそえむら）が発足[1][2]。旧村名を継承した犬井道、鹿江の2大字を編成[2]。
- 1943年（昭和18年）4月7日 - 村の沖合で操業していたウミタケ採取船が難破。約70人が死亡[3]。
- 1953年（昭和28年）4月1日 - 町制施行し南川副町となる[1]。
- 1955年（昭和30年）4月1日 - 佐賀郡中川副村、大詫間村と合併し、川副町を新設して廃止された[1][2]。合併後、川副町大字犬井道・鹿江となる[2]。

### 地名の由来
西川副村と早津江村に挟まれ、川副郷の南端に位置することから。

## 産業
- 農業、商業、漁業、工業[2]
- 明治中期から酒造業1軒（銘：御宴）が営業[2]。
- 大正期から有明海海産物の食品加工販売業が成長した[2]。

## 交通

### 港湾
- 戸ヶ里漁港[2]

### 乗合自動車
- 1930年（昭和5年）頃、朝日タクシーが犬井道を起点として早津江 - 諸富 - 蓮池 - 佐賀間に旅客自動車を運行[2]。1943年（昭和18年）佐賀市営バスに転換[2]。